# Лавровск
Лавро́вск — деревня в Козельском районе Калужской области. Административный центр сельского поселения «Деревня Лавровск».

## География
Деревня расположена примерно в 7 км к юго-западу от города Козельск, административного центра района.

## Население
| 2002 | 2010 |
| ---- | ---- |
| 84   | ↘71  |

На 2010 год население составляло 71 человек.

## Улицы
В деревне имеется одна улица: Центральная.